# Heinrich von und zu Bodman

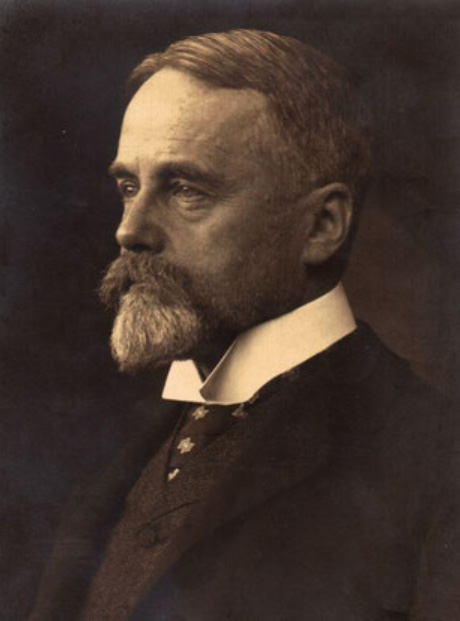
Freiherr von und zu Bodman

Johann Heinrich Freiherr von und zu Bodman (* 21. Januar 1851 in Freiburg im Breisgau; † 26. April 1929 in Karlsruhe) war ein badischer Jurist und Politiker.

## Leben
Bodman besuchte von 1861 bis 1869 das humanistische Bertholdgymnasium in Freiburg und studierte nach dem Abitur von 1869 bis 1870 zunächst Medizin an der Universität seiner Heimatstadt. Er wurde Mitglied der Burschenschaft Teutonia. Um als Freiwilliger am Krieg gegen Frankreich teilnehmen zu können, brach er sein erstes Studium ab.  Von 1871 bis 1873 studierte er nun Rechtswissenschaften in Freiburg, Berlin und Universität Heidelberg. In Berlin wurde er zusätzlich Mitglied in der Alten Berliner Burschenschaft. Bereits 1873 legte er sein erstes juristisches Staatsexamen ab und war danach als Rechtspraktikant unter anderem beim Amtsgericht in Waldshut tätig. Im Jahre 1876 folgten das zweite juristische Staatsexamen und sein Eintritt in den badischen Staatsdienst als Sekretär im Innenministerium. Nach Tätigkeiten in verschiedenen badischen Behörden war er von 1888 bis 1891 beim Reichsversicherungsamt in Berlin und wurde 1891 Ministerialrat im badischen Innenministerium in Karlsruhe. Von 1894 bis 1899 war er Oberamtmann und Vorstand des Bezirksamts Karlsruhe und danach Landeskommissär in Konstanz. Von 1904 bis 1906 sah man ihn noch einmal in Berlin als Ministerialdirektor und stellvertretenden Bevollmächtigten Badens beim Bundesrat, ehe er dann Direktor des Wasser- und Straßenbauamts Karlsruhe wurde.
Seit 22. April 1907 war Bodman badischer Innenminister und seit 22. Dezember 1917 bis zum Ende der Monarchie in Baden zusätzlich Staatsminister, d. h. Vorsitzender der badischen Staatsregierung (Ministerpräsident). Am 13. November 1918 beteiligte sich der seit drei Tagen im einstweiligen Ruhestand befindliche Staatsminister Bodman mit dem Präsidenten der Vorläufigen Volksregierung Geiß an den Verhandlungen über den Regierungsverzicht von Großherzog Friedrich II. von Baden. Nachdem am 14. November die »Freie Volksrepublik Baden« proklamiert wurde, zog sich Bodman ins Privatleben zurück und wohnte bis zu seinem Tod in Freiburg.
Er war der Schwager des früheren Staatsministers (Vorsitzender der badischen Staatsregierung = Ministerpräsident) Wilhelm Nokk, der 1861 in erster Ehe mit seiner Schwester Klara von und zu Bodman (1842–62) verheiratet war.

## Politik
Als Kandidat der Nationalliberalen Partei bewarb sich Bodman 1903 vergeblich im katholischen Wahlkreis Überlingen-Konstanz für ein Reichstagsmandat, welches der Vertreter des Zentrums errang. Im badischen Parlament bildete sich der gegen das Zentrum (seit 1905 stärkste Partei) gerichtet sogenannte Großblock (1909–13/14) aus Nationalliberalen, Freisinnigen, Demokraten und gemäßigter Sozialdemokratie zur Stützung der Regierungspolitik, so dass Bodman in seiner Zeit als Innenminister auch um ein gutes Verhältnis zu den Sozialdemokraten bemüht war und wiederholt Verständnis für deren Belange bekundete. Deshalb wurde er von konservativen Kreisen zuweilen als »roter Minister« beschimpft. Im Jahr 1909 gab sein Ministerium eine Denkschrift über die Arbeitslosenversicherung heraus, deren fortschrittliche Gedanken an der anders gerichteten Reichspolitik scheiterten. Schwerpunkte seiner Politik als Minister waren die Förderung des Ernährungswesens, der Landwirtschaft, des Handels, der Industrie und des Handwerks. Er  betrieb auch die Schiffbarmachung des Oberrheins und die Errichtung von Wasserkraftwerken zur Versorgung des entstehenden elektrischen Stromnetzes.

## Familie
Bodman entstammte einer Seitenlinie der katholischen Grafen von Bodman am Bodensee. Diese Seitenlinie hatte ihren Sitz am Lorettoberg in Freiburg. Sein Vater hieß Johann Heinrich Freiherr von Bodman (* 24. März 1809) und war im militärischen Rang eines Obersts der Badischen Armee, seine Mutter hieß Elisabeth geborene Shone (* 21. März 1811) aus London. Bodman hatte einen Bruder und drei Schwestern:
- Ferdinand Johann (1839–1920), badischer Diplomat
- Mathilde (1834–1871) ⚭ Bernhard von Beck (1821–1894)
- Emma (1836–1901) ⚭ Heinrich von Treitschke (* 15. September 1834; † 28. April 1896), Historiker
- Clara (1842–1862) ⚭ Wilhelm Nokk (* 30. November 1832; † 12. Februar 1903), badischer Staatsmann

Bodman heiratete 1884 Anna (auch Annie; * 21. Juli 1863; † 1906), eine Enkelin des Klavierfabrikanten Heinrich Steinweg (Steinway & Sons) aus New York. Die Ehe blieb kinderlos.

## Ehrungen
- 1870: Silberne Karl-Friedrich-Militärverdienstmedaille
- 1907: Kommandeurkreuz I. Klasse des Ordens Bertholds des Ersten
- 1910: Großkreuz des Ordens vom Zähringer Löwen
- Roter Adlerorden II. Klasse
- Preußischer Kronenorden I. Klasse
- Bayerischer Orden des Heiligen Michael I. Klasse
- Großkreuz des Friedrichs-Ordens
- Komtur des österreichischen Franz-Joseph-Ordens
- 1911: Ehrendoktor der Medizinischen Fakultät der Universität Freiburg